# 피아노 소나타 27번 (베토벤)

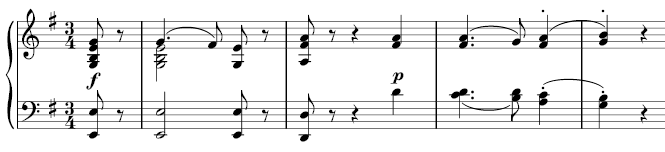

《피아노 소나타 27번 마단조, 작품 번호 90》은 루트비히 판 베토벤에 의해 쓰인 피아노 소나타이다. 작곡된 시기는 베토벤의 중기 이후인 1814년 여름 무렵이다. 출판은 1815년에 이루어졌으며, 헌정은 친구이자 후원자인 모리츠 리히노프스키 백작에게 이루어졌다. 모리츠 리히놉스키 백작은 《에로이카 변주곡》의 헌정자이기도 했다.

## 개요
라이프치히 전투에서 나폴레옹이 이끄는 프랑스 군이 패퇴함에 따라 유럽의 판도는 크게 바뀌려 하고 있었다. 이 무렵 베토벤은 각지에서 유력자들에게 둘러싸여 명사로 널리 알려지게 되었다. 그러나 창작 활동에서는 장기적인 슬럼프에 빠졌다. '전쟁으로 인한 여러 가지 불편함', '진행되는 청각의 쇠약', '경제적 고난', '결혼에 대한 갈망이 끊기면서 생긴 실의'에 의해 작곡가의 붓질은 더디어지고 진행되지 않게 되었다. 게다가 오페라 《피델리오》의 초연 준비에도 시간을 할애해야 했고, 또 이것들과 맞물려 피아노 소나타 장르에서는 《고별 소나타》 이후 4년이라는 세월이 흐르게 되었다. 정서보에는 작곡 날짜가 1814년 8월 16일로 기입되어 있다. 작곡자들은 이 시기부터 발상 표기에 독일어를 사용하게 되었다. 이와 함께 악보에서는 강약과 표현에 대한 글쓰기가 증가하고 있어, 자신이 지향하는 음악을 더 정확하게 기술하고자 하는 의지를 엿볼 수 있다.
이 작품에는 중기의 작품군과는 성질을 달리하는 정감이 담겨져 있다. 마디선을 넘는 긴 이음줄을 붙여 가요적 선율을 중심으로 한 구성은 슈베르트에게도 영향을 주었다. 《22번》 이후 다시 2악장제를 채택하고 있는 점은 2악장제 소나타를 많이 남긴 스승의 하이든으로의 회귀를 나타내는 것으로도 볼 수도 있는데, 짧지만 고도의 작곡 기법을 담고 있다.
이 작품은 베토벤의 친구이자 후원자인 모리츠 리히놉스키 백작의 결혼을 기리기 위해 작곡되었다. 안톤 쉰들러에 따르면, 베토벤은 "1악장에 '머리와 마음 사이의 논쟁', 2악장에 '연인과의 대화'라고 써야 할 것이다"라고 말했다고 한다.
악보의 초판은 1815년 6월에 슈타이너 출판사를 통해 간행되었다. 헌정은 빈 회의의 영국 대표에게 《웰링턴의 승전》에 대한 보수 지불을 촉구한 것에 대한 답례로서 모리츠 리히놉스키 백작에게 이루어졌다.

## 악장 구성
이 작품은 전 두 개의 악장으로 이루어져 있다.
- 활발히 그리고 시종 감정과 표현을 가지고 너무 빠르지 않게 노래하듯이 (Mit Lebhaftigkeit und durchaus mit Empfindung und Ausdruck ) (마단조, 245 마디)
- 너무 빠르지 않게 노래 부르듯이 (Nicht zu geschwind und sehr singbar vorgetragen) (마장조, 290 마디)

## 같이 보기
- 루트비히 판 베토벤의 작품 목록
- 베토벤의 피아노 소나타